# Forcipomyia claggi
Forcipomyia claggi är en tvåvingeart som beskrevs av Tokunaga 1959. Forcipomyia claggi ingår i släktet Forcipomyia och familjen svidknott.
Artens utbredningsområde är Guam. Inga underarter finns listade i Catalogue of Life.